# Опыт Троутона — Рэнкина
Опыт Троутона — Рэнкина предназначен для подтверждения и измерения сокращения длины Лоренца — Фитцджеральда объекта в соответствии с одной системой отсчёта (как определено светоносным эфиром) и получения измеримого эффекта в системе покоя объекта, такого что эфир будет действовать как «выделенная система отсчёта». Эксперимент был впервые проведён Фредериком Томасом Троутоном и Александром Оливером Рэнкином в 1908 году.
Результат эксперимента был отрицательным, что согласуется с принципом относительности (а значит, и специальной относительности), согласно которому наблюдатели, покоящиеся в некоторой инерциальной системе отсчёта, не могут измерять собственное поступательное движение приборами, покоящимися в этой самой системе отсчёта. Следовательно, сокращение длины также не может быть измерено движущимися наблюдателями. См. также Тесты специальной теории относительности.

## Описание
Знаменитый опыт Майкельсона — Морли 1887 года показал, что принятая тогда теория эфира нуждается в модификации. Фитцджеральд и Лоренц, независимо друг от друга, предложили сокращение длины экспериментального аппарата в направлении движения (относительно светоносного эфира), которое объяснило бы почти нулевой результат опыта Майкельсона — Морли. Первые попытки измерить некоторые последствия этого сокращения в лабораторной системе отсчета (инерциальной системе отсчёта наблюдателя, движущегося вместе с экспериментальной установкой) были сделаны в опытах Рэлея и Брейса (1902, 1904), хотя результат был отрицательный. К 1908 году, однако, современные теории электродинамики, теория эфира Лоренца (теперь вытесненная) и специальная теория относительности (теперь общепринятая и вообще лишённая эфира) предсказывали, что сокращение длины Лоренца — Фитцджеральда не поддаётся измерению в сопутствующей системе отсчёта, потому что эти теории были основаны на преобразовании Лоренца.

В эксперименте Троутона — Рэнкина ожидалось, что изменения длины из-за сокращения длины Лоренца — Фитцджеральда приведут к обнаруживаемым изменениям измеренного напряжения на мосту Уитстона по мере вращения цепи.

Фредерик Томас Троутон (после проведения эксперимента Троутона — Нобла в 1903 году) вместо этого провёл расчёты, используя свою собственную интерпретацию электродинамики, рассчитывая сокращение длины в соответствии со скоростью экспериментального аппарата в эфирной системе координат, но вычисляя электродинамику, применяя уравнения Максвелла и закон Ома в лабораторной системе. Согласно взглядам Троутона на электродинамику, расчёты предсказали измеримый эффект сокращения длины лабораторной рамы. Вместе с Александром Оливером Рэнкином он решил проверить этот опыт в 1908 году, попытавшись измерить изменение сопротивления катушки, когда они изменили её ориентацию на «эфирную скорость» (скорость лаборатории через светоносный эфир). Это было сделано путём помещения четырёх одинаковых катушек в конфигурацию моста Уитстона, которая позволяла им точно измерять любое изменение сопротивления. Затем цепь поворачивали на 90 градусов вокруг своей оси при измерении сопротивления. Поскольку сокращение длины Лоренца — Фитцджеральда происходит только в направлении движения, с точки зрения «эфирной рамки» длина катушек зависела от их угла по отношению к их скорости эфира. Поэтому Троутон и Рэнкин считали, что сопротивление, измеренное в покоящейся системе отсчёта, должно меняться по мере вращения устройства. Однако их тщательные измерения не показали заметного изменения сопротивления.
Это показало, что если лоренцево сокращение существовало, то оно не поддавалось измерению в системе покоя объекта — только теории, содержащие полное преобразование Лоренца, такие как специальная теория относительности, всё ещё правильны.